# ۲۳ فروردین
۲۳ فروردین بیست و سومین روز از سال در گاه شماری خورشیدی است. به پایان سال ۳۴۲ روز (۳۴۳ روز در سال کبیسه) مانده‌است.

## رویدادها
- ۱۳۷۹ - رقابت ۲۳ فروردین ۱۳۷۹ تیم ملی فوتبال ایران با تیم ملی فوتبال سوریه در جام ملت‌های آسیا ۲۰۰۰
- ۱۳۸۶ - حادثه ۲۳ فروردین ۱۳۸۶ هواگرد آموزشی
- ۱۳۸۹ - انحلال سازمان مجاهدین انقلاب اسلامی ایران
- ۱۴۰۴ - آغاز مذاکرات غیرمستقیم ایران و آمریکا با میانجیگری عمان

## زادروزها
- ۱۳۱۷ - ایرج کابلی، نویسنده و مترجم
- ۱۳۳۴ - داریوش پیرنیاکان، نوازنده تار

## درگذشتگان
- ۱۳۶۱ - حبیب‌الله بلور، کشتی‌گیر و بازیگر
- ۱۳۸۱ - یدالله سحابی، از بنیان‌گذاران نهضت آزادی ایران
- ۱۳۸۴ - شاهرخ مسکوب، نویسنده
- ۱۳۹۱ - فریدون پوررضا، خواننده
- ۱۳۹۱ - قمر آریان، نویسنده